# Brunswick (Missouri)
Brunswick ist eine Stadt im Chariton County im US-Bundesstaat Missouri. Das U.S. Census Bureau hat bei der Volkszählung 2020 eine Einwohnerzahl von 801 ermittelt. Die Stadt ist bekannt für die weltgrößte Pekannuss.

## Geographie
Die Stadt liegt im südwestlichen Bereich des Chariton County und an der Grenze zum Carroll County. Die Stadt hat eine Fläche von 3,2 Quadratkilometern, wovon 0,1 Quadratkilometer Wasserflächen sind.

## Demographische Daten
Nach der Volkszählung von 2000 gab es in der Stadt 925 Einwohner, 426 Haushalte und 242 Familien, die in der Stadt wohnten. Die Bevölkerungsdichte lag bei 300 Personen pro Quadratkilometer. Ethnisch betrachtet setzte sich die Bevölkerung zusammen aus 86 Prozent weißer Bevölkerung, 13 Prozent Afroamerikanern und 1 Prozent anderer ethnischer Herkunft.
Von den 426 Haushalten hatten 20,4 Prozent Kinder unter 18 Jahren, die im Haushalt lebten. 44,6 Prozent waren verheiratete, zusammenlebende Paare. 9,4 Prozent waren allein erziehende Mütter, 43,0 Prozent waren keine Familien. 39,0 Prozent aller Haushalte waren Single-Haushalte und in 26,3 Prozent lebten Menschen älter als 65 Jahre. Die Durchschnittshaushaltsgröße betrug 2,09 und die durchschnittliche Familiengröße war 2,74 Personen.
21,2 Prozent der Bevölkerung waren unter 18 Jahre alt, 6,2 Prozent zwischen 18 und 24, 22,5 Prozent zwischen 25 und 44, 22,3 Prozent zwischen 45 und 64, und 27,9 Prozent waren 65 Jahre alt oder älter. Das Durchschnittsalter betrug 45 Jahre. Auf 100 weibliche Personen aller Altersgruppen kamen 81,8 männliche Personen. Auf 100 Frauen im Alter von 18 Jahren und darüber kamen 80,4 Männer.
Das jährliche Durchschnittseinkommen eines Haushalts betrug 27.969 US-$, das Durchschnittseinkommen einer Familie belief sich auf 34.107 $. Männer hatten ein durchschnittliches Einkommen von 27.639 $, Frauen 18.182 $. Das Prokopfeinkommen betrug 18.516 $. 17,7 Prozent der Bevölkerung und 11,3 Prozent der Familien lebten unterhalb der Armutsgrenze.